# سیارک ۶۴۱۸
سیارک ۶۴۱۸ (به انگلیسی: 6418 Hanamigahara، نامگذاری:1993XJ) شش هزار و چهارصد و هجدهمین سیارک کشف شده‌است که در ۸ دسامبر ۱۹۹۳ کشف شد.
قدر مطلق سیارک برابر ۱۳٫۳۰ است.